# تصور کن من و تو
تصور کن من و تو (به انگلیسی: Imagine Me & You) فیلمی درام کمدی رمانتیک محصول سال ۲۰۰۵ و به کارگردانی و نویسندگی اول پارکر است. در این فیلم بازیگرانی همچون پایپر پرابو، لینا هیدی، متیو گود، سلیا ایمری و آنتونی هد ایفای نقش کرده‌اند. داستان فیلم بر رابطه ریچل با بازی پایپر پرابو و لوس با بازی لینا هیدی که در روز عروسی ریچل یکدیگر را ملاقات می‌کنند، متمرکز است.

## داستان
ریچل و هک که رابطه‌ای دیرینه دارند، تصمیم به ازدواج می‌گیرند. در طی مراسم عروسی ریچل با لوس که گل‌کاری مراسم را بر عهده دارد، آشنا می‌شود. آن‌ها پس از مراسم عروسی نیز چندین یکدیگر را ملاقات می‌کنند و ریچل متوجه می‌شود که لوس لزبین است. مدتی بعد ریچل احساس می‌کند که عاشق لوس شده‌است. رابطه مخفی بین آن‌ها و علاقه ریچل به لوس، باعث ایجاد تردیدهایی دربارهٔ زندگی‌اش با هک می‌شود.

## بازیگران
- پایپر پرابو در نقش ریچل
- لینا هیدی در نقش لوس
- متیو گود در نقش هکتور «هک»
- سلیا ایمری در نقش تسا
- آنتونی هد در نقش ند
- دارن بوید در نقش کوپر «کوپ»
- سو جانستون در نقش الا

## تولید

### موضوع اولیه
این فیلم در ابتدا به عنوان یک داستان عاشقانه دگرجنسگرایانه متصور و نوشته شده‌بود. سپس داستان آن به همجنس‌گرایی تغییر داده‌شد.

### عنوان فیلم
عنوان فیلم از خط اول آهنگ "Happy Together" ساخته "The Turtles" گرفته شده‌است که به عنوان آهنگ تیتراژ پایانی نیز استفاده می‌شود. اول پارکر در نسخه دی‌وی‌دی اعلام کرد که او در ابتدا قصد داشت نام فیلم را بعد از اصلاح فرانسوی عشق در نگاه اول، کلیک بگذارد که به دلیل هم‌نامی با فیلم کلیک (۲۰۰۶) مجبور شد نام فیلم را تغییر دهد.

### اشتباهات فیلم
- وقتی لوس به زن باردار دلداری می‌دهد، بازوانش زیر دست زن دیگر است، وقتی زاویه دوربین تغییر می‌کند، بازوی او روی شانه زن دیگر قرار می‌گیرد.
- لوس جلوی یک تاج گل ایستاده‌است. وقتی کوپ از او می‌خواهد در پذیرایی برقصد، او در سمت راست او می‌ایستد و در شات بعدی که کوپ در سمت چپ او قرار دارد، گل‌ها ناپدید می‌شوند و ریچل و هک پشت سر آنها می‌رقصند.[۴]

## بازخورد
واکنش سایت‌های حامی همجنس‌گرایان نسبت به فیلم بسیار مثبت بود. سایت Autostraddle فیلم را در رده هجدهم بهترین فیلم‌های لزبین تمام دوران‌ها قرار داد. و سایت AfterEllen، لوس و ریچل را در لیست پنجاه شخصیت برتر لزبین و دوجنسگرا قرار داد.